# جيسي فريدريك
جيسي فريدريك (بالإنجليزية: Jesse Frederick)‏ هو مؤلف موسيقى تصويرية وملحن أمريكي، ولد في 1948 في سالزبوري في الولايات المتحدة.

## وصلات خارجية
- جيسي فريدريك على موقع IMDb (الإنجليزية)
- جيسي فريدريك على موقع ميوزك برينز (الإنجليزية)
- جيسي فريدريك على موقع ديسكوغز (الإنجليزية)
- جيسي فريدريك على موقع قاعدة بيانات الفيلم (الإنجليزية)